# Cantón de Danjoutin
El cantón de Danjoutin (en francés canton de Danjoutin) era una división administrativa francesa, que estaba situada en el departamento de Territorio de Belfort, de la antigua región de Franco-Condado.

## Composición
El cantón estaba formado por doce comunas:
- Andelnans (An)
- Autrechêne (Au)
- Charmois (Cha)
- Chèvremont (Chè)
- Danjoutin (D)
- Fontenelle (F)
- Meroux (Mé)
- Moval (Mo)
- Novillard (N)
- Pérouse (P)
- Sevenans (S)
- Vézelois (V)

## Historia
Fue creado en 1967. En aplicación del decreto n.º 2014-155 del 13 de febrero de 2014, el cantón de Danjoutin fue suprimido el 1 de abril de 2015 y sus 12 comunas pasaron a formar parte; siete del cantón de Châtenois-les-Forges, tres del cantón de Grandvillars y dos del nuevo cantón de Bavilliers.